# Cymbulia tricavernosa
Cymbulia tricavernosa is een slakkensoort uit de familie van de Cymbuliidae. De wetenschappelijke naam van de soort is voor het eerst geldig gepubliceerd in 1964 door Zhang.